# Bandits Bluff
Das Bandits Bluff ist ein auffällig schwarzes und 40 m hohes Felsenkliff auf einer bislang unbenannten Insel vor der Ingrid-Christensen-Küste des ostantarktischen Prinzessin-Elisabeth-Lands. Es ragt 1 km nordwestlich von Barrier Island in der Gruppe der Trynøyane im nördlichen Teil der Vestfoldberge auf.
Eine Mannschaft der Australian National Antarctic Research Expeditions errichtete am Fuß des Kliffs im Juli 1983 eine Beobachtungshütte. Die von der Davis-Station abgestellte Besetzung für diese Hütte erhielt den Namen The Bandits (englisch für „Die Banditen“), der wiederum Vorlage für die Benennung des Kliffs durch das Antarctic Names Committee of Australia im März 1984 war.